# Europapokal der Landesmeister 1961/62

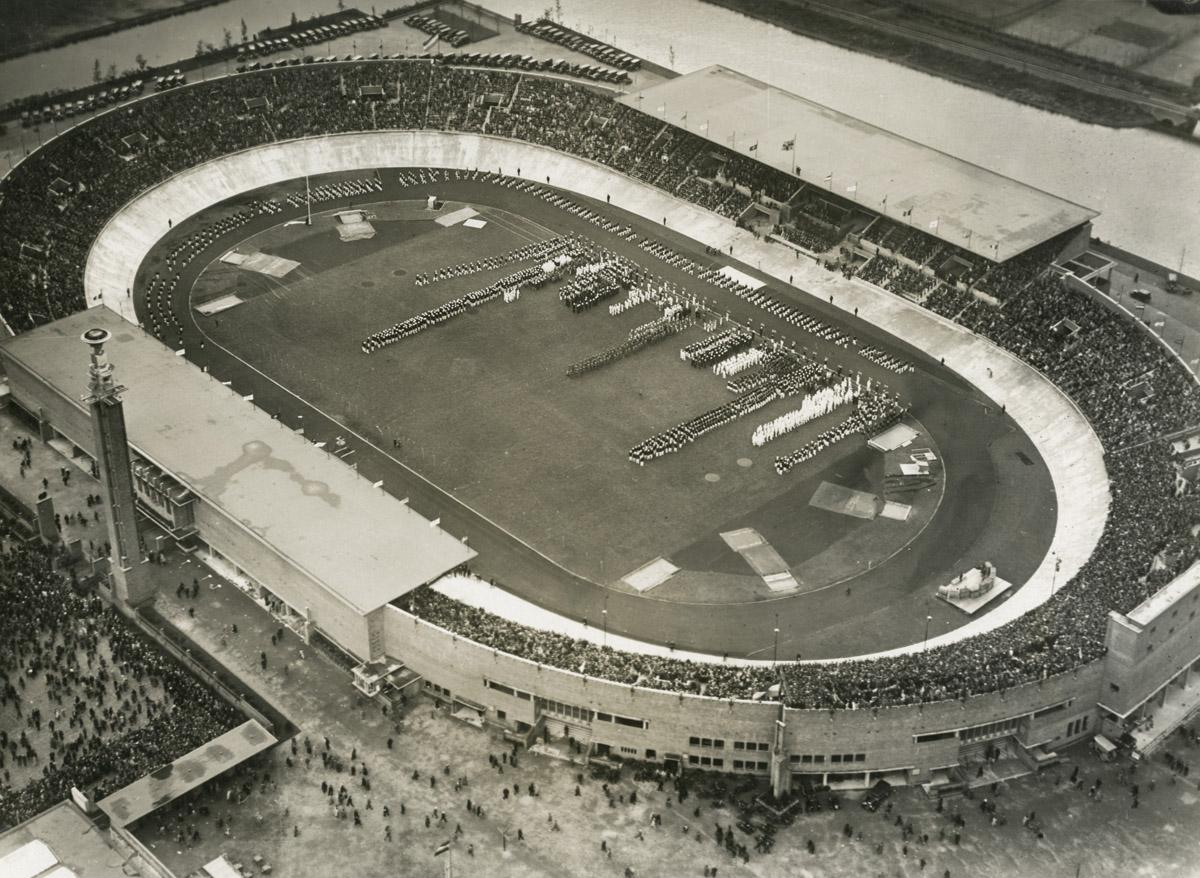
Das Olympiastadion von Amsterdam

Der Europapokal der Landesmeister 1961/62 war die 7. Auflage des Wettbewerbs. 29 Klubmannschaften nahmen teil, darunter 28 Landesmeister der vorangegangenen Saison und mit Benfica Lissabon der Titelverteidiger.
Die Teilnehmer spielten im reinen Pokalmodus mit (bis auf das Finale) Hin- und Rückspielen um die Krone des europäischen Vereinsfußballs. Bei Torgleichstand kam es, unabhängig von der Zahl der auswärts erzielten Tore, zu einem Entscheidungsspiel auf neutralem Platz.
Das Finale fand am 2. Mai 1962 im Olympiastadion von Amsterdam vor 65.000 Zuschauern statt. Der Titelverteidiger Benfica Lissabon bezwang Real Madrid mit 5:3.

## Vorrunde
Ein Freilos erhielten:
- Benfica Lissabon
- Fenerbahçe Istanbul
- Haka Valkeakoski

Die Hinspiele fanden vom 23. August bis zum 21. September, die Rückspiele vom 12. bis zum 28. September 1961 statt.
|                     | Gesamt |                          | Hinspiel | Rückspiel |
| ------------------- | ------ | ------------------------ | -------- | --------- |
| 1. FC Nürnberg      | 9:1    | Drumcondra FC            | 5:0      | 4:1       |
| ASK Vorwärts Berlin | 1      | Linfield FC              | 3:0      |           |
| AS Monaco           | 4:6    | Glasgow Rangers          | 2:3      | 2:3       |
| ZDNA Sofia          | 5:6    | Dukla Prag               | 4:4      | 1:2       |
| IFK Göteborg        | 02:11  | Feyenoord Rotterdam      | 0:3      | 2:8       |
| Servette Genf       | 7:1    | Hibernians Football Club | 5:0      | 2:1       |
| Standard Lüttich    | 4:1    | Fredrikstad FK           | 2:1      | 22:0 2    |
| Vasas Budapest      | 1:5    | Real Madrid              | 0:2      | 1:3       |
| Spora Luxemburg     | 02:15  | Boldklubben 1913         | 0:6      | 2:9       |
| Górnik Zabrze       | 05:10  | Tottenham Hotspur        | 34:2 3   | 1:8       |
| Sporting Lissabon   | 1:3    | FK Partizan Belgrad      | 1:1      | 0:2       |
| Panathinaikos Athen | 2:3    | Juventus Turin           | 1:1      | 1:2       |
| CCA Bukarest        | 0:2    | FK Austria Wien          | 0:0      | 0:2       |

## 1. Runde
Die Hinspiele fanden vom 18. Oktober bis zum 15. November, die Rückspiele vom 25. Oktober bis zum 3. Dezember 1961 statt.
|                     | Gesamt |                   | Hinspiel | Rückspiel |
| ------------------- | ------ | ----------------- | -------- | --------- |
| Boldklubben 1913    | 00:12  | Real Madrid       | 0:3      | 0:9       |
| Fenerbahçe Istanbul | 1:3    | 1. FC Nürnberg    | 1:2      | 0:1       |
| Standard Lüttich    | 7:1    | Haka Valkeakoski  | 5:1      | 2:0       |
| FK Austria Wien     | 2:6    | Benfica Lissabon  | 1:1      | 1:5       |
| Feyenoord Rotterdam | 2:4    | Tottenham Hotspur | 1:3      | 1:1       |
| Servette Genf       | 4:5    | Dukla Prag        | 4:3      | 0:2       |
| FK Partizan Belgrad | 1:7    | Juventus Turin    | 1:2      | 0:5       |
| ASK Vorwärts Berlin | 2:6    | Glasgow Rangers   | 1:2      | 31:4 1    |

## Viertelfinale
Die Hinspiele fanden vom 1. bis zum 14. Februar, die Rückspiele vom 14. bis zum 26. Februar 1962 statt.
|                  | Gesamt |                   | Hinspiel | Rückspiel |
| ---------------- | ------ | ----------------- | -------- | --------- |
| 1. FC Nürnberg   | 3:7    | Benfica Lissabon  | 3:1      | 0:6       |
| Standard Lüttich | 4:3    | Glasgow Rangers   | 4:1      | 0:2       |
| Dukla Prag       | 2:4    | Tottenham Hotspur | 1:0      | 1:4       |
| Juventus Turin   | 1:1    | Real Madrid       | 0:1      | 1:0       |

### Entscheidungsspiel
Das Spiel fand am 28. Februar 1962 statt.
|             | Ergebnis |                |
| ----------- | -------- | -------------- |
| Real Madrid | 3:1      | Juventus Turin |

## Halbfinale
Die Hinspiele fanden am 21./22. März, die Rückspiele am 5./12. April 1962 statt.
|                  | Gesamt |                   | Hinspiel | Rückspiel |
| ---------------- | ------ | ----------------- | -------- | --------- |
| Benfica Lissabon | 4:3    | Tottenham Hotspur | 3:1      | 1:2       |
| Real Madrid      | 6:0    | Standard Lüttich  | 4:0      | 2:0       |

## Finale
| Benfica Lissabon                          | Benfica Lissabon | Real Madrid | Real Madrid |
| ----------------------------------------- | --- | --- | ----------- |
| Benfica Lissabon                          | \| Finale \| \| 2. Mai 1962 in Amsterdam (Olympiastadion) \| \| Ergebnis: 5:3 (2:3) \| \| Zuschauer: 65.000 \| \| Schiedsrichter: Leo Horn ( Niederlande) \|                                               | \| Finale \| \| 2. Mai 1962 in Amsterdam (Olympiastadion) \| \| Ergebnis: 5:3 (2:3) \| \| Zuschauer: 65.000 \| \| Schiedsrichter: Leo Horn ( Niederlande) \|                              | Real Madrid |
| Benfica Lissabon                          | Costa Pereira – Mário João, Germano de Figueiredo, Ângelo Martins – Domiciano Cavém, Fernando Cruz – José Augusto, Eusébio, José Águas , Mário Coluna, António Simões Cheftrainer: Béla Guttmann ( Ungarn) | José Araquistáin – Pedro Casado, José Santamaría, Vicente Miera – Felo, Pachín – Justo Tejada, Luis del Sol, Alfredo Di Stéfano, Ferenc Puskás, Francisco Gento Cheftrainer: Miguel Muñoz | Real Madrid |
| Benfica Lissabon                          | 1:2 José Águas (25.) 2:2 Domiciano Cavém (34.) 3:3 Mário Coluna (51.) 4:3 Eusébio (65., Elfmeter) 5:3 Eusébio (68.)                                                                                        | 0:1 Ferenc Puskás (17.) 0:2 Ferenc Puskás (23.) 2:3 Ferenc Puskás (38.) | Real Madrid |
| Finale                                    | | |             |
| 2. Mai 1962 in Amsterdam (Olympiastadion) | | |             |
| Ergebnis: 5:3 (2:3)                       | | |             |
| Zuschauer: 65.000                         | | |             |
| Schiedsrichter: Leo Horn ( Niederlande)   | | |             |

## Beste Torschützen
| Rang | Spieler            | Klub                | Tore |
| ---- | ------------------ | ------------------- | ---- |
| 1    | Heinz Strehl       | 1. FC Nürnberg      | 7    |
|      | Bent Løfqvist      | B 1913 Odense       | 7    |
|      | Alfredo Di Stéfano | Real Madrid         | 7    |
|      | Ferenc Puskás      | Real Madrid         | 7    |
|      | Justo Tejada       | Real Madrid         | 7    |
| 6    | Roger Claessen     | Standard Lüttich    | 6    |
|      | Bobby Smith        | Tottenham Hotspur   | 6    |
|      | José Águas         | Benfica Lissabon    | 6    |
| 9    | Eusébio            | Benfica Lissabon    | 5    |
|      | Rudolf Kučera      | Dukla Prag          | 5    |
| 11   | Rinus Bennaars     | Feyenoord Rotterdam | 4    |
|      | Frans Bouwmeester  | Feyenoord Rotterdam | 4    |
|      | Luis del Sol       | Real Madrid         | 4    |
|      | Terry Dyson        | Tottenham Hotspur   | 4    |
|      | Cliff Jones        | Tottenham Hotspur   | 4    |
|      | Giuliano Robbiani  | Servette Genf       | 4    |
|      | José Augusto       | Benfica Lissabon    | 4    |